# Batalla de Šibenik
La batalla de Šibenik (en croata: Bitka za Šibenik), también conocida como la Guerra de Septiembre (Rujanski rat), fue un conflicto armado librado entre el Ejército Popular Yugoslavo (Jugoslovenska Narodna Armija - JNA), apoyado por la región autónoma Serbia de Krajina (SAO Krajina), establecida por los serbios de Croacia, y la Guardia Nacional Croata (Zbor Narodne Garde - ZNG), apoyada por la Policía Croata. La batalla se libró al norte y al oeste de la ciudad de Šibenik, Croacia, del 16 al 22 de septiembre de 1991, durante la Guerra de Independencia croata. Las órdenes iniciales del JNA eran aliviar el asedio croata a sus cuarteles en la ciudad y aislar la región de Dalmacia del resto de Croacia. El avance del JNA contó con el apoyo de la Fuerza Aérea Yugoslava y la Marina Yugoslava.
Los combates se detuvieron tras un contraataque croata que hizo retroceder al JNA de las afueras de Šibenik. Aunque los yugoslavos perdieron algo de terreno, especialmente en torno a la ciudad de Drniš, al noreste de Šibenik, el ZNG capturó varias instalaciones del JNA y de la marina yugoslava en la ciudad, incluyendo docenas de buques de la marina y varias baterías de artillería costera. Las baterías capturadas se utilizaron para apoyar la defensa de la ciudad. La guarnición del JNA en Šibenik fue evacuada tras un acuerdo entre los oficiales croatas y el JNA, excepto varios puestos del JNA en la ciudad, comparativamente pequeños, que fueron capturados por el ZNG.
Los combates de septiembre y octubre causaron la muerte de tres militares croatas y siete civiles, así como más de cien heridos. El JNA bombardeó Šibenik, causando daños en numerosas estructuras, entre ellas la Catedral de Santiago, Patrimonio de la Humanidad de la UNESCO. El New York Times juzgó el bombardeo como parte de los ataques calculados contra el patrimonio de Croacia. Los bombardeos de artillería sobre la ciudad continuaron durante los 100 días siguientes. La batalla se conmemora en Šibenik cada año.

## Antecedentes
En 1990, tras la derrota electoral del gobierno de la República Socialista de Croacia, las tensiones étnicas empeoraron. El Ejército Popular Yugoslavo ( Jugoslovenska Narodna Armija - JNA) confiscó las armas de Defensa Territorial de Croacia para minimizar la resistencia. El 17 de agosto, las tensiones se intensificaron en una revuelta abierta de los serbios de Croacia, centrada en las zonas predominantemente pobladas por serbios del interior dálmata alrededor de Knin, partes de Lika, Kordun, Banovina y el este de Croacia, en gran parte alimentada por los recuerdos de los serbios del genocidio al que fueron sometidos en el Estado Independiente de Croacia durante la Segunda Guerra Mundial, y su consiguiente falta de voluntad para ser minorías en una Croacia independiente.
Tras dos intentos infructuosos de Serbia, apoyada por Montenegro y las provincias serbias de Vojvodina y Kosovo, de obtener la aprobación de la Presidencia yugoslava para una operación del JNA destinada a desarmar a las fuerzas de seguridad croatas en enero de 1991, y una escaramuza incruenta entre los insurgentes serbios y la policía especial croata en marzo, el propio JNA, apoyado por Serbia y sus aliados, pidió a la Presidencia federal que le diera autoridades de guerra y declarara el estado de emergencia. La petición fue denegada el 15 de marzo, y el JNA quedó bajo el control del presidente serbio Slobodan Milošević. Milošević, que prefería una campaña de expansión de Serbia en lugar de la preservación de Yugoslavia, amenazó públicamente con sustituir al JNA por un ejército serbio y declaró que ya no reconocía la autoridad de la Presidencia federal. La amenaza hizo que el JNA abandonara gradualmente los planes de preservación de Yugoslavia en favor de la expansión de Serbia. A finales de mes, el conflicto se había agravado con las primeras víctimas mortales. El JNA intervino apoyando a los insurgentes e impidiendo la intervención de la policía croata. A principios de abril, los líderes de la revuelta serbia en Croacia declararon su intención de integrar la zona bajo su control, considerada por el gobierno de Croacia como una región escindida de Serbia.
A principios de 1991, Croacia no tenía un ejército regular. En un esfuerzo por reforzar su defensa, Croacia duplicó los efectivos policiales hasta llegar a unos 20.000. La parte más eficaz de la fuerza eran 3.000 policías especiales, desplegados en doce batallones que adoptaban la organización de unidades militares. Además, había entre 9.000 y 10.000 policías de reserva organizados regionalmente. La policía de reserva se organizó en 16 batallones y 10 compañías, pero la fuerza de reserva carecía de armas En mayo, el gobierno croata respondió formando la Guardia Nacional croata ( Zbor narodne garde ), pero su desarrollo se vio obstaculizado por un embargo de armas de las Naciones Unidas introducido en septiembre de 1991

## Preludio
A finales de junio y a lo largo de julio, el norte de Dalmacia fue testigo de escaramuzas armadas diarias, pero no de combates reales. No obstante, la creciente intensidad del conflicto en la región y en otros lugares de Croacia hizo que los funcionarios de la ciudad prepararan refugios antibombas en Zadar. Las autoridades del Óblast Autónomo Serbio de Krajina (SAO Krajina) llamaron a tres unidades de Defensa Territorial en el interior de Zadar el 11 de julio, un día después de otro tiroteo mortal contra una patrulla de la policía croata en la zona de Zadar, mientras que el 9.º Cuerpo (Knin) del JNA reclutó a la población serbia local en Benkovac para reforzar sus filas a finales de mes A finales de julio, un grupo paramilitar, dirigido por Miro Barešić y formalmente subordinado al Ministerio de Defensa croata, realizó varios sabotajes en la zona de Benkovac. El 1 de agosto, Croacia desplegó dos batallones de la 4.ª Brigada de Guardias de la ZNG en Kruševo, cerca de Obrovac. Dos días más tarde entraron en combate contra las fuerzas de defensa territorial y de policía de la SAO Krajina, lo que supuso el primer enfrentamiento de este tipo de la Guerra de Independencia croata en la región. El 26 de agosto, el 9.º Cuerpo del JNA (Knin) se puso abiertamente del lado de las fuerzas de la SAO Krajina al atacar conjuntamente Kijevo, expulsando a todos los croatas del pueblo. Otro revés importante para Croacia en la región fue la captura por parte del JNA del puente de Maslenica el 11 de septiembre. Esto cortó el último enlace por carretera entre Dalmacia y el resto de Croacia. Del 11 al 13 de septiembre, un ataque en la zona de Skradin cortó el suministro de agua y electricidad a Šibenik.
El 14 de septiembre, la ZNG y la policía croata bloquearon y cortaron los servicios públicos de todas las instalaciones del JNA ubicadas en territorio controlado por los croatas, comenzando la Batalla de los Cuarteles . La medida bloqueó 33 grandes guarniciones del JNA en Croacia y numerosas instalaciones más pequeñas, incluidos puestos fronterizos, depósitos de almacenamiento de armas y municiones.  El bloqueo obligó al JNA a modificar su campaña planificada en Croacia para adaptarse al nuevo desarrollo. El mismo día, las fuerzas croatas capturaron una batería de artillería costera en la isla de Žirje después de que el sargento mayor del JNA Željko Baltić, oficial al mando de la batería, cambiara su lealtad. La batería constaba de doce cañones Ansaldo 90/53 que alguna vez fueron parte del armamento del acorazado italiano Vittorio Veneto .

## Orden de batalla
La campaña planeada por el JNA incluía un avance en la zona de Šibenik por parte del 9.º Cuerpo (Knin), al que se le encomendó la tarea de aislar Dalmacia del resto de Croacia. Al estar totalmente movilizado y preparado para el despliegue, el cuerpo comenzó las operaciones contra el ZNG el 16 de septiembre. Su eje principal de ataque se dirigió a Vodice, con avances de apoyo hacia Zadar, Drniš y Sinj. El empuje estaba diseñado para crear circunstancias favorables para atacar Zadar, Šibenik y Split. Con el apoyo de un batallón de tanques M-84 a nivel de cuerpo y la Defensa Territorial de la SAO Krajina, la 221.ª Brigada Mecanizada del JNA (sin su batallón de tanques T-34), se comprometió con el eje principal del ataque. El avance secundario, hacia Biograd na Moru en el flanco derecho, fue asignado a la 180.ª Brigada Mecanizada, apoyada por el batallón blindado retirado de la 221.ª Brigada, el 557.º Regimiento de Artillería Antitanque Mixto y la Defensa Territorial de la SAO Krajina. El apoyo ofensivo fue proporcionado por el 9.º Regimiento de Artillería Mixto y el 9.º Batallón de Policía Militar. La 221.ª Brigada estaba al mando del coronel Borislav Đukić. Elementos de la 46.ª División Partisana, procedentes del 24.º Cuerpo (Kragujevac), también prestaron apoyo al cuerpo. La guarnición del JNA en los cuarteles de Šibenik incluía la 11.ª Brigada de Infantería de Marina, una de las pocas unidades que se mantenían regularmente en plena disposición de combate.
En oposición al JNA, la 113.ª Brigada de Infantería del ZNG, al mando de Milivoj Petković, defendió la ciudad de Šibenik junto con las fuerzas policiales, bajo el control general del centro de crisis de Šibenik dirigido por Josip Juras. El 4.º Batallón de la 113.ª Brigada de Infantería, al mando de Josip Jukica, así como el 4.º Batallón de la 4.ª Brigada de Guardias, al mando de Ivan Zelić, defendieron la zona de Drniš, a 25 kilómetros (16 millas) al noreste de Šibenik, apoyados por una compañía de policía. El 4.º Batallón de la 4.ª Brigada de Guardias, con 600 efectivos, representaba la unidad más fuerte del ZNG en la zona, mientras que fuentes croatas estiman que el JNA desplegó aproximadamente 1.500 efectivos contra Drniš. El 20 de septiembre, todas las tropas de combate croatas en la zona de Drniš se subordinaron a Luka Vujić. La orilla occidental del río Krka y los accesos a Vodice estaban controlados por el 3.º Batallón de la 113.ª Brigada de Infantería. Mientras que las armas pequeñas eran suficientes para armar a una parte del batallón a la vez, el batallón no tenía armas pesadas

## Cronología

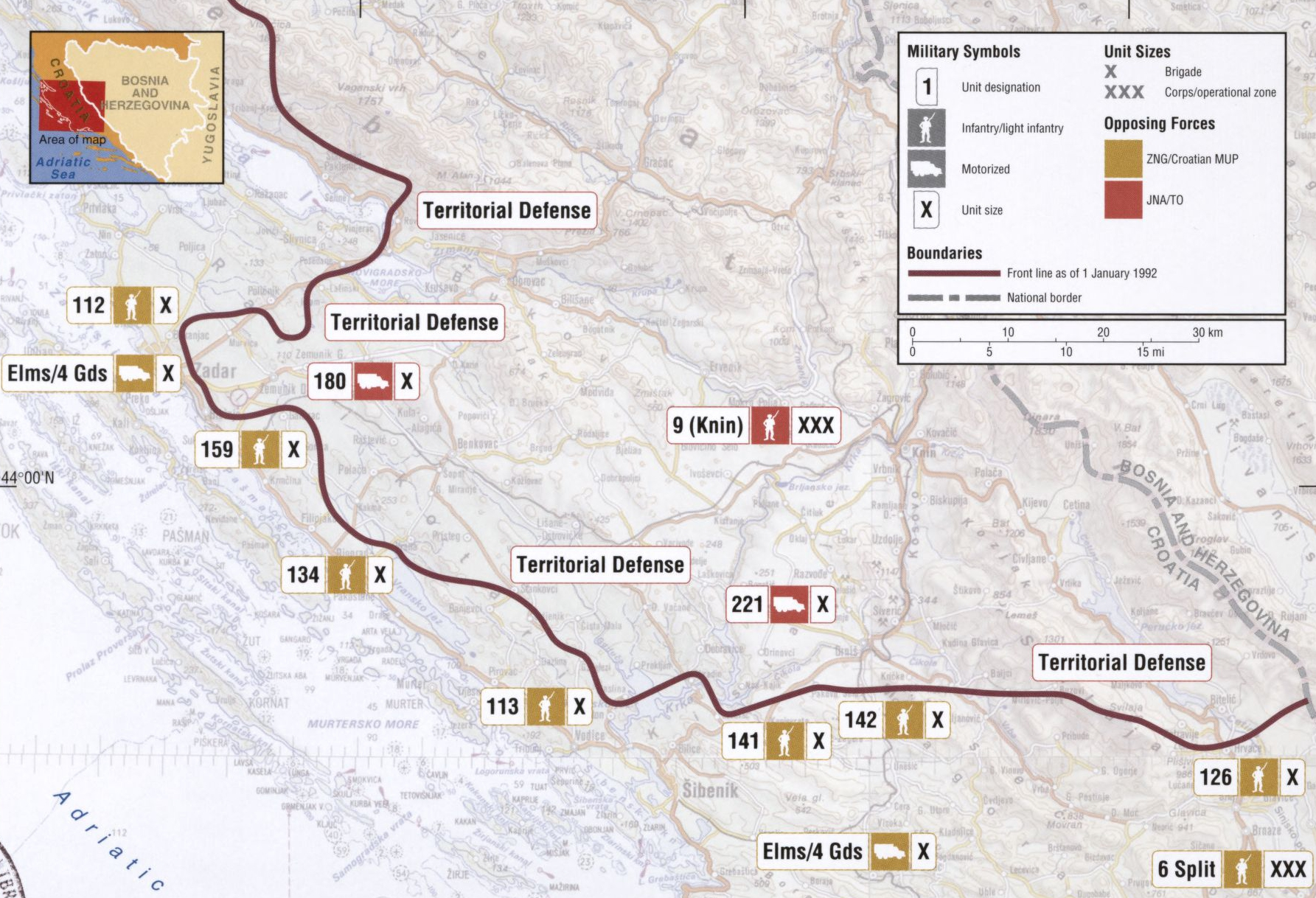
Situación en el norte de Dalmacia, enero de 1992

La ofensiva comenzó a las 16:00 (hora local) del 16 de septiembre. En el flanco izquierdo, el ENJ avanzó hacia Drniš, capturando las aldeas de Maljkovo y Kričke, e interceptando la división de Drniš, al este del río Krka. En la orilla opuesta del río, el JNA avanzó hacia Vodice y Šibenik, amenazando la ciudad desde el oeste, alcanzando el lado occidental del puente de Šibenik, de 390 metros, en la autopista del Adriático. El avance fue tan rápido que aisló a la 1.ª Compañía del 3.º Batallón de la 113.ª Brigada de Infantería del ZNG del resto de las fuerzas del ZNG. Ese día, el ZNG capturó una batería de artillería costera de 100 milímetros (3,9 pulgadas) cerca del pueblo de Zečevo. Para el 17 de septiembre, el oficial al mando del 9.º Cuerpo (Knin) del JNA, el general de división Vladimir Vuković, modificó el plan de despliegue inicial, debido a la fuerte resistencia ofrecida por el ZNG y la policía croata, confiando en las zonas pobladas y las características del terreno para contener a las fuerzas del JNA al norte de Vodice. Los cambios consistieron en desviar una parte de la fuerza para atacar directamente Drniš y Sinj, mientras el resto de la fuerza atacante descansaba. La marina yugoslava inició un bloqueo de Šibenik y de toda la costa adriática croata.
En la noche del 17 al 18 de septiembre, se ordenó al ELJ que atrapara y destruyera la fuerza del ZNG en Drniš y en la zona de la meseta de Miljevci, mientras mantenía las posiciones conseguidas en otros lugares. Por la mañana, el JNA reanudó su ofensiva hacia Vodice, en el flanco derecho del ataque, mientras que el ZNG abandonó Drniš y se retiró a la aldea de Unešić. El 19 de septiembre, el ZNG capturó una batería de artillería costera del JNA de 88 milímetros (3,5 pulgadas) en la isla de Smokvica y el cuartel "Krušćica" cerca de Rogoznica. Las armas recuperadas de los cuarteles capturados, un envío recibido de Gospić tras la captura de las instalaciones del JNA en la ciudad, así como el uso de las piezas de artillería capturadas, mejoraron significativamente las capacidades del ZNG. El avance del JNA hacia el sur desde Drniš se detuvo efectivamente ese día, tras tres exitosos ataques de emboscada del ZNG en Unešić, Pakovo Selo y el sur de Žitnić.
Las órdenes del JNA volvieron a cambiar el 20 de septiembre, cuando las órdenes del 9.º Cuerpo del JNA (Knin) fueron sustituidas por la orden del Distrito Militar-Marítimo, emitida por el vicealmirante Mile Kandić, para que el cuerpo reorientara la fuerza del JNA al norte de Vodice hacia Šibenik y Split. Para ello era necesario cruzar el puente de Šibenik que atraviesa la ría de Krka. El avance hacia el este -con el apoyo aéreo cercano de la Fuerza Aérea Yugoslava- fracasó, y le costó a la fuerza aérea cuatro aviones derribados por el ZNG. El 22 de septiembre, un contraataque croata, apoyado por la artillería recientemente adquirida, hizo retroceder al JNA del puente a las 10:00, extendiendo la cabeza de puente controlada por el ZNG hasta la zona de Gaćelezi, 9 kilómetros (5,6 millas) al noroeste. Cuatro cañones de la batería de Žirje fueron utilizados como cañones antitanques en apoyo del contraataque.
El 22 de septiembre, las fuerzas croatas capturaron el cuartel "Kuline" del JNA en la propia Šibenik junto con los 15 buques de la Armada yugoslava con base allí. Además, en el astillero "Velimir Škorpik" se capturaron 19 buques que se encontraban en distintas fases de revisión. Los buques, que comprendían aproximadamente una cuarta parte de los activos navales yugoslavos, incluían: el Vlado Ćetković (RTOP-402) embarcación de ataque rápido de la clase Končar (rebautizado posteriormente como Šibenik (RTOP-21)), el Velimir Škorpik (RČ-310) lancha antimisiles de la clase Osa, el Partizan II (TČ-222) lancha torpedera de la clase Shershen y las lanchas patrulleras Biokovo (PČ-171), Cer (PČ-180) y Durmitor (PČ-181) de la clase Mirna.
El 23 de septiembre, el JNA aseguró completamente Drniš y sus alrededores. Al mismo tiempo, cambió su estrategia y el bloqueo naval yugoslavo se levantó unilateralmente el mismo día.  Aunque el ZNG capturó varias instalaciones del JNA en la ciudad, varios puestos importantes del JNA permanecieron en Šibenik. Entre ellos figuraban los cuarteles "Rade Končar" que albergaban la 11.ª Brigada de Infantería de Marina, los cuarteles "Ante Jonić", el depósito "Minerska" donde se almacenaban las minas navales, el depósito "Jamnjak" y la batería de artillería "Ražine" que contenía armas confiscadas a la defensa territorial croata y el "Duboka" " de almacenamiento de combustible. El depósito "Duboka" constaba de tres  tanques de almacenamiento de 1 410 000 litros

## Consecuencias

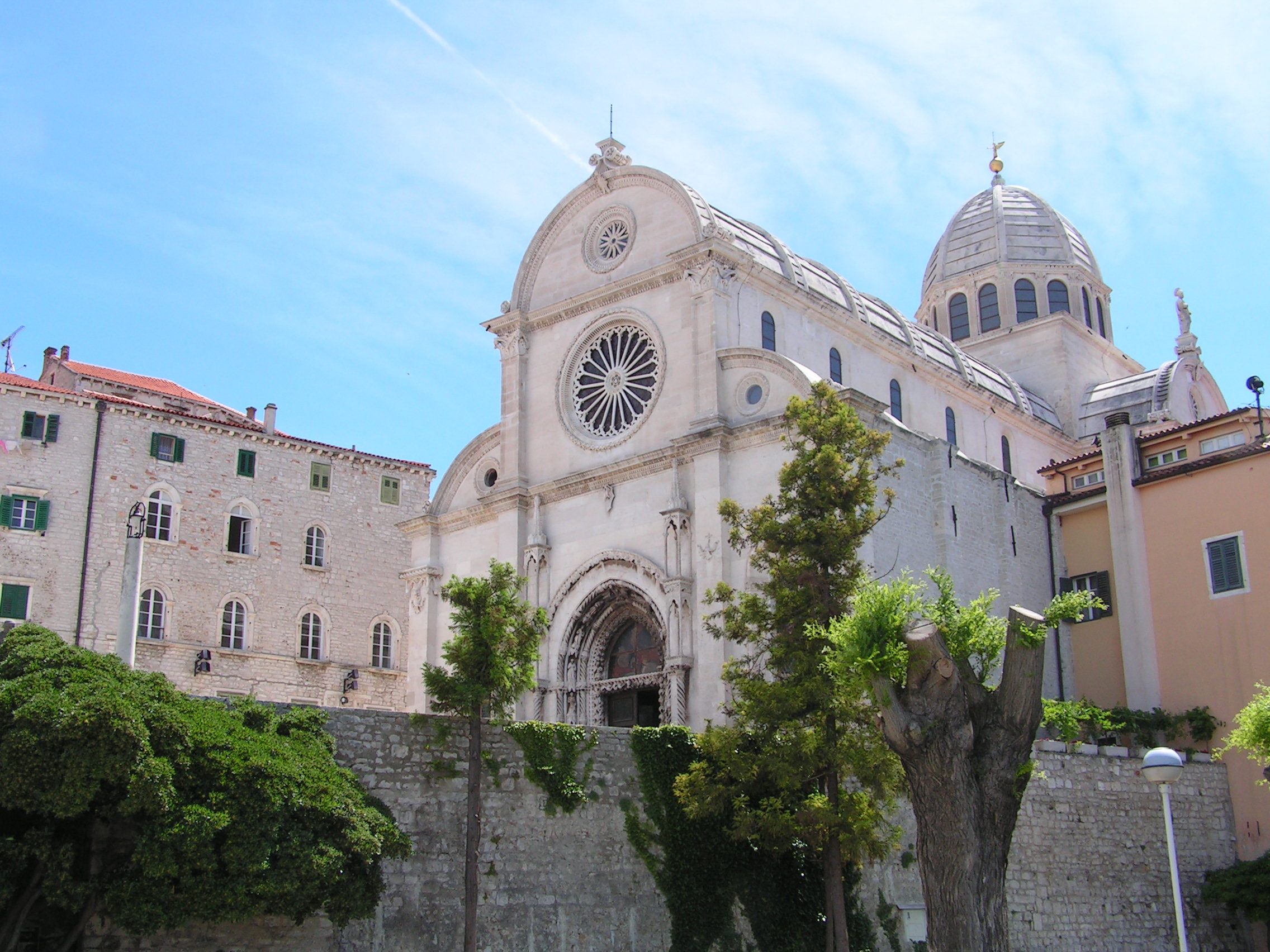
La catedral de Santiago en Šibenik sufrió daños de artillería en septiembre de 1991

El JNA fue derrotado en la batalla, posteriormente apodada la "Guerra de Septiembre" (Rujanski rat). No se informó de sus pérdidas totales en la batalla. El ZNG y la policía croata sufrieron pérdidas de tres soldados muertos y 49 heridos en la batalla. Al mismo tiempo, siete civiles murieron y 64 resultaron heridos. La artillería del JNA continuó bombardeando intermitentemente Šibenik durante los 100 días siguientes, lo que provocó más bajas y daños. Entre las estructuras dañadas se encontraba la catedral de Santiago, declarada Patrimonio de la Humanidad por la UNESCO. Un editorial de The New York Times calificó el bombardeo de la catedral como parte de los "ataques calculados" a los tesoros de Croacia. Durante los combates, se destruyeron subestaciones eléctricas en Bilice y Konjsko, lo que interrumpió la distribución de energía eléctrica en Dalmacia.
El 21 de noviembre se acordó la evacuación de las instalaciones del JNA y la entrega de las armas confiscadas de la Defensa Territorial almacenadas en la zona de Šibenik-Split. A lo largo del proceso, las tensiones siguieron siendo fuertes, y el JNA elaboró planes de contingencia para abrirse paso desde Knin hasta Šibenik y Split para aliviar el asedio de sus fuerzas allí, con el nombre de Operación Costa-91 (Operacija Obala-91) y Operación Huracán-91 (Operacija Orkan-91) respectivamente. Todas las instalaciones del JNA en Šibenik, junto con las armas de la Defensa Territorial confiscadas, fueron entregadas a las autoridades croatas antes del 10 de diciembre.
La cobertura informativa de la batalla produjo imágenes de televisión de la artillería de defensa aérea del ZNG en Zečevo disparando a un Soko J-21 Jastreb de la Fuerza Aérea Yugoslava y logrando un impacto en otro J-21 utilizando un misil guiado. Las imágenes, que terminan con gritos que afirman que ambos aviones fueron derribados, se convirtieron en una de las piezas más significativas del material de propaganda y de la moral en Croacia. Sin embargo, las imágenes resultaron controvertidas, ya que el primer avión no se muestra cayendo al suelo o al mar, sino sumergiéndose hacia el horizonte después de soltar una bocanada de humo, que se ha interpretado como humo causado por los disparos del cañón del avión o por los daños del fuego antiaéreo. Mientras que el derribo del primer J-21 sigue sin confirmarse, el segundo J-21, pilotado por el croata Valter Juršić, del 240.º Escuadrón de Aviación de Cazas-Bombarderos, fue derribado por Neven Livajić con un Igla 9K38 y se recuperaron los restos del avión.
Otra controversia que surgió tras la batalla se refiere a la batería de artillería costera de la isla de Žirje. La amplitud del papel desempeñado por la batería fue objeto de disputa entre el general de brigada Rahim Ademi, que afirmaba que el puente estaba fuera del alcance de los cañones, y trece oficiales del ZNG y de la policía, que ocupaban varios puestos en Šibenik en aquella época, que afirmaban que Ademi se equivocaba en su valoración. Después de la guerra, los cañones fueron retirados de Žirje. A partir de 2010, dos de ellos fueron restaurados para ser devueltos a Žirje, como objetos de museo.
La batalla se conmemora anualmente en Šibenik cada septiembre. Hay dos películas documentales que cubren Šibenik y sus alrededores durante la batalla: Mi ciudad también será feliz (I moj će grad biti sretan) de Matea Šarić y Guerra de septiembre de 1991, Šibenik-Vodice (Rujanski rat 1991. Šibenik-Vodice) de Šime Strikoman.